# Стакі (Південна Кароліна)
Стакі (англ. Stuckey) — місто (англ. town) в США, в окрузі Вільямсберг штату Південна Кароліна. Населення — 200 осіб (2020).

## Географія
Стакі розташоване за координатами 33°43′56″ пн. ш. 79°30′47″ зх. д. / 33.73222° пн. ш. 79.51306° зх. д. (33.732190, -79.513122).  За даними Бюро перепису населення США в 2010 році місто мало площу 2,42 км², уся площа — суходіл.

## Демографія
Згідно з переписом 2010 року, у місті мешкало 245 осіб у 88 домогосподарствах у складі 63 родин. Густота населення становила 101 особа/км².  Було 94 помешкання (39/км²).
Расовий склад населення:
| - 81,2 % — чорних або афроамериканців - 18,0 % — білих |

До двох чи більше рас належало 0,8 %. Частка іспаномовних становила 0,4 % від усіх жителів.
За віковим діапазоном населення розподілялося таким чином: 25,7 % — особи молодші 18 років, 62,5 % — особи у віці 18—64 років, 11,8 % — особи у віці 65 років та старші. Медіана віку мешканця становила 39,4 року. На 100 осіб жіночої статі у місті припадало 85,6 чоловіків;  на 100 жінок у віці від 18 років та старших — 87,6 чоловіків також старших 18 років.
Середній дохід на одне домашнє господарство  становив 64 252 долари США (медіана — 40 833), а середній дохід на одну сім'ю — 72 356 доларів (медіана — 50 000). Медіана доходів становила 34 375 доларів для чоловіків та 32 188 доларів для жінок. За межею бідності перебувало 9,2 % осіб, у тому числі 16,4 % дітей у віці до 18 років та 11,1 % осіб у віці 65 років та старших.
Цивільне працевлаштоване населення становило 113 осіб. Основні галузі зайнятості: виробництво — 19,5 %, освіта, охорона здоров'я та соціальна допомога — 16,8 %, роздрібна торгівля — 14,2 %.